# Cor'a
Cor'a (hebrejsky צָרְעָה‎, v oficiálním přepisu do angličtiny Zor'a, přepisováno též Tzor'a) je vesnice typu kibuc v Izraeli, v Jeruzalémském distriktu, v oblastní radě Mate Jehuda.

## Geografie
Leží v nadmořské výšce 205 metrů na pomezí zemědělsky využívané pahorkatiny Šefela a západního okraje zalesněných svahů Judských hor. Na jižní straně míjí obec vodní tok Sorek.
Obec se nachází 31 kilometrů od břehu Středozemního moře, cca 39 kilometrů jihovýchodně od centra Tel Avivu, cca 26 kilometrů západně od historického jádra Jeruzalému a 2 kilometry severozápadně od Bejt Šemeš. Cor'u obývají Židé, přičemž osídlení v tomto regionu je etnicky převážně židovské.
Cor'a je na dopravní síť napojena pomocí lokální silnice číslo 3835, která východně od kibucu ústí do dálnice číslo 38. Jižně od obce probíhá těleso železniční trati z Tel Avivu do Jeruzaléma. Zastávka je ale jen v sousedním městě Bejt Šemeš.

## Dějiny
Cor'a byla založena v roce 1948. Novověké židovské osidlování tohoto regionu začalo po válce za nezávislost tedy po roce 1948, kdy Jeruzalémský koridor ovládla izraelská armáda a kdy došlo k vysídlení většiny zdejší arabské populace.
Zhruba dva kilometry severovýchodně od kibucu se nacházela v lokalitě Tel Cor'a do roku 1948 arabská vesnice Sar'a se zbytky starého osídlení. V Bibli se nazývala Sur'a nebo Zora, později Danite. Římané ji nazývali Sarea. Od středověku tu pak bylo arabské osídlení. Stály tu dvě muslimské svatyně, jedna z nich se nazývala al-Nabi Samat. Roku 1931 zde žilo 271 lidí v 65 domech, roku 1948 394 v 94 domech. Izraelci byla vesnice dobyta v červenci 1948. Její zástavba zpočátku sloužila pro ubytování židovských osadníků, v roce 1949 byla zbořena.
Ke zřízení nynějšího kibucu došlo 7. prosince 1948. Zakladateli byla skupina členů jednotek Palmach. Zpočátku sídlili v opuštěné arabské vesnici, později došlo poblíž odtud k výstavbě zcela nových domů, do kterých se osadníci nastěhovali v roce 1951. Jméno vesnice navazuje na biblické židovské sídlo Sorea  zmiňované Knize Soudců 13,25
Místní ekonomika je založena na zemědělství a průmyslu. Roku 1963 upustil kibuc od kolektivní výchovy a ubytování dětí.

## Demografie
Podle údajů z roku 2014 tvořili naprostou většinu obyvatel v Cor'a Židé (včetně statistické kategorie "ostatní", která zahrnuje nearabské obyvatele židovského původu ale bez formální příslušnosti k židovskému náboženství).
Jde o menší obec vesnického typu s dlouhodobě mírně rostoucí populací. K 31. prosinci 2014 zde žilo 890 lidí. Během roku 2014 populace stoupla o 2,7 %.